# Potencial newtoniano
Em matemática,  o potencial newtoniano é um operador que age como uma espécie de inversa do operador {\displaystyle -\triangle \,}. Ou seja, se {\displaystyle f\,} é um campo em {\displaystyle \mathbb {R} ^{n}\,}, então o potencial newtoniano de {\displaystyle f\,}, {\displaystyle {\mathcal {G}}*f\,} é definido como a solução {\displaystyle \phi \,} do seguinte problema de Poisson:
{\displaystyle \left\{{\begin{array}{l}\displaystyle -\triangle \phi =f,~~~x\in \mathbb {R} ^{n}\\\displaystyle \lim _{|x|\to \infty }|\phi (x)|/|x|^{3-n}=0\end{array}}\right.}
contanto que a solução exista.
Quando visto como um operador convolução, o núcleo newtoniano é dado pelo núcleo de Poisson: 
{\displaystyle {\mathcal {G}}(x)=\left\{{\begin{matrix}c_{1}\left|x\right|&:&d=1\\c_{2}\log {\left\|x\right\|}&:&d=2\\c_{d}\left\|x\right\|^{2-d}&:&d>2\end{matrix}}\right.}
{\displaystyle c_{d}\,} é um constante de normalização e é tal que:
{\displaystyle \int _{\mathbb {R} ^{d}}{\mathcal {G}}(x)=1,d\geq 2}